# كي وبيل
كي وبيل (بالإنجليزية: Key & Peele) برنامج منوعات كوميدي أمريكي. من إعداد كيغان-مايكل كي وجوردان بيل، عُرض على قناة كوميدي سنترال في 13 يناير، 2012. في كل حلقة من حلقات المسلسل تعرض مشاهد كوميدية مسجلة يظهر فيها كي وجوردان ويستعرضون عدة مواضيع مثل السياسة والعنصرية والحياة العامة. استمر البرنامج لخمس مواسم (53 حلقة) عرضت آخر حلقة في 9 سبتمبر، 2015. فاز البرنامج بجائزة بيبودي، ورشح لعدة جوائز آخرى.

## الحلقات
| الموسم | الموسم     | الحلقات    | تاريخ البث الأصلي | تاريخ البث الأصلي |
| الموسم | الموسم     | الحلقات    | أول عرض           | آخر عرض           |
| ------ | ---------- | ---------- | ----------------- | ----------------- |
|        | 1          | 8          | 31 يناير 2012     | 20 مارس 2012      |
|        | 2          | 10         | 26 سبتمبر 2012    | 28 نوفمبر 2012    |
|        | 3          | 13         | 18 سبتمبر 2013    | 18 ديسمبر 2013    |
|        | 4          | 11         | 24 سبتمبر 2014    | 10 ديسمبر 2014    |
|        | 5          | 11         | 8 يوليو 2015      | 9 سبتمبر 2015     |
|        | حلقات خاصة | حلقات خاصة | 30 يناير 2015     | 30 يناير 2015     |

## البثّ
بدأ عرض كي وبيل في أستراليا على قناة كوميدي سنترال في 9 أغسطس، 2012. كما يُعرض البرنامج في الهند على قناة كوميدي سنترال.

### الإصدار المنزلي
في 25 سبتمبر، 2012، أطلقت قناة كوميدي سنترال الموسم الأول من البرنامج على قرص مدمج (DVD). احتوى على الحلقات الثمان من الموسم الأول ومشاهد إضافية.

## وصلات خارجية
- الموقع الرسمي
- كي وبيل على موقع IMDb (الإنجليزية)
- كي وبيل على موقع ميتاكريتيك (الإنجليزية)
- كي وبيل على موقع روتن توميتوز (الإنجليزية)
- كي وبيل على موقع كينوبويسك (الروسية)
- كي وبيل على موقع قاعدة بيانات الفيلم (الإنجليزية)